# 阿斯頓·韋伯
阿斯顿·韦伯爵士 GCVO CB RA FRIBA （Sir Aston Webb 1849年5月22日—1930年8月21日）是一名英格兰建筑师，他为白金汉宫设计了新的立面，维多利亚和阿尔伯特博物馆的主体也是他设计的。1919年至1924年间，他担任皇家艺术研究院院长。

## 生平
他的父亲爱德华·韦伯是一名水彩画家，师从大卫·考克斯。1849年，阿斯顿出生于伦敦南部的克拉珀姆，1866年至71年间，他在罗伯特·理查德森·班克斯和查尔斯·贝利（Charles Barry）的公司学习建筑，之后花了一年时间周游欧洲，回国后开设了自己的事务所。
1880年代早期，他加入了英国皇家建筑师协会，开始和英格里斯·贝尔合作设计建筑。晚年，他主要和儿子毛里斯·韦伯、菲利普·爱德华·韦伯合作。1930年，阿斯顿死于伦敦肯辛顿。